# Hun-Hunahpu
(Popol Vuh)

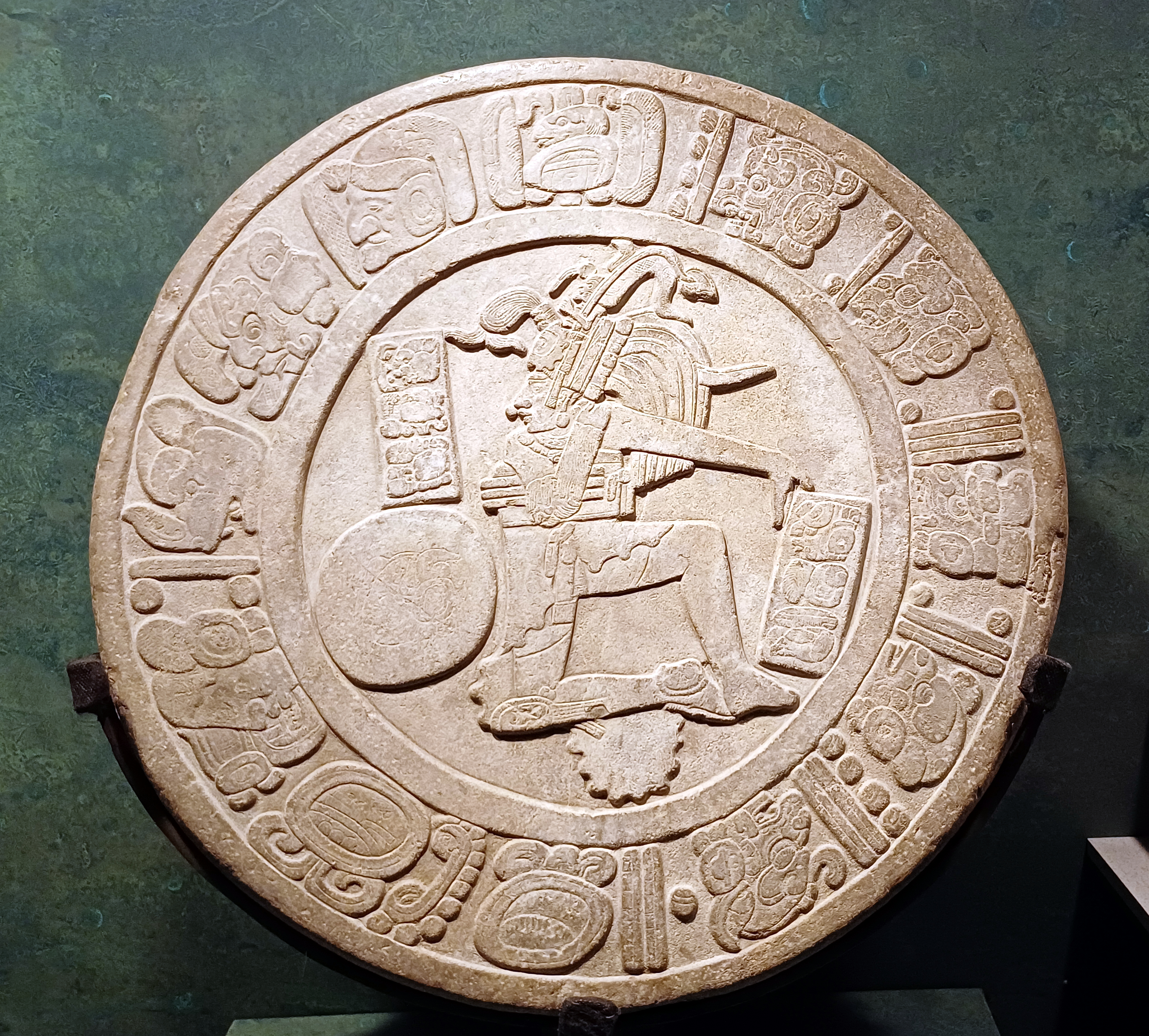
Hunhunahpu intento a lanciare una palla

Hun-Hunahpu (IPA /xun xunaxpu/) è il dio maya del mais, della fertilità e del gioco della palla, noto soprattutto per essere padre di Hunahpu e Ixbalanque, gli Eroi gemelli. La sua storia è narrata nel Popol Vuh.
Figlio di Ixmucané e Ixpiyacòc, i nonni dell'alba, inventò insieme al fratello il Gioco della Palla. Era padre delle due scimmie urlatrici Una Scimmia e Un Artigiano.
Fu convocato a Xibalba dove fu assassinato e il suo cranio decapitato fu appeso a un albero con frutti simili a zucche (anche chiamate jicaras). La giovane dea Ixquic rimase incinta da lui di due figli, Hunahpu e Xbalanque.
Hunahpu e Xbalanquè, suoi figli, lo ritrovarono a Xibalba, lo vendicarono e lo ricomposero, quindi gli dissero addio dicendo:
Era anche chiamato Hun Nal Ye.